# Milan Emil Uzelac
Milan Emil Uzelac (Komoran, 26. kolovoza 1867. - Zagreb, 7. siječnja 1953.) bio je hrvatski vojnik i vojni zapovjednik koji je bio vodeća ličnost u zrakoplovstvu Austro-Ugarske, Kraljevine SHS (Jugoslavije) i NDH. Bio je pravoslavne vjeroispovijesti.

## Životopis

### Mladost i školovanje
Uzelac je rođen 26. kolovoza 1867. godine u gradu Komorno, u Slovačkoj, tada u Austro-Ugarskoj. Rodom je iz seljačke obitelji podrijetlom iz Vrhovina u Lici. Emil je odrastao u okolici Karlovca, gdje je završio realnu gimnaziju, a potom je upisao vojnu školu. Dana 18. kolovoza 1888. godine završio je tehničku vojnu akademiju opkoparstva (inženjerije) i topništva u Beču.
U činu poručnika ušao je u 2. inženjerijsku pukovniju i službovao u Puli i Trstu. U Zadru je radio kao inženjerijski tehnički stručnjak. Nakon završenog studija elektrotehnike, upisao je pomorsku akademiju u Trstu i stekao čin poručnika trgovačke mornarice. Kao časnik trgovačkog broda plovio je u New York.

### Karijera i službovanje u Austro-Ugarskoj
Nakon dvije godine ušao je u zapovjedništvo inženjerije i služio u Celovcu. U čin bojnika promaknut je 1. svibnja 1908. godine. Na prijedlog generala Krobatina, bojnik Uzelac postaje zapovjednik Odjela zračnih brodova (Luftschifferabteilung). Od svog postavljenja na dužnost 24. travnja 1912. godine pa sve do kraja postojanja Monarhije, Uzelac je bio jedini istinski zapovjednik Austro-ugarskih zračnih snaga. Nakon četiri tjedna Uzelac je položio pilotski ispit, a odmah zatim je nastavio obuku za ratnog pilota. Zvanje „feldpilota“ stekao je već u kolovozu.
Njegova zadaća bila je vrlo teška jer je utemeljio zrakoplovstvo u državi ograničenih industrijskih kapaciteta i s nedostatkom sirovina, u uvjetima nerazumijevanja vojnih vlasti i birokratiziranoga vojnog i državnog sustava. Za postignute rezultate, Uzelca je car i kralj Franjo Josip odlikovao vojničkim križem za zasluge 1912. godine. Zbog modernizacije zrakoplovstva i značajnom doprinosu istom, odlikovan je brojnim domaćim i savezničkim odličjima.
Osim letenja avionom, također je letio balonom, a 15. svibnja 1914. godine izdana mu je čak diploma Vođe slobodnih balona Austrijskog aerokluba. Pri izvođenju svoje prve petlje (lupinga), 7. studenog 1916. godine, doživio je havariju i završio u bolnici, iz koje je izišao čim je došao k svijesti.
Vodio je zračne snage sve do kraja Prvog svjetskog rata. Dana 1. svibnja 1918. godine, napokon je promaknut u čin general-bojnika. Kad je zapovjedništvo reorganizirano 1. listopada 1918. godine, formalno je degradiran jer je njegovo mjesto zapovjednika zrakoplovstva preimenovano u mjesto zamjenika zapovjednika zrakoplovstva.

### Službovanje u Kraljevini SHS
Emil Uzelac se nakon rata vraća u domovinu. Neko vrijeme živi u Petrinji, a 1920. godine pozvan je u vojsku Kraljevine SHS, kojoj i pristupa.  Srpnja iste godine postavljen je za načelnika novoustrojenog Odjela za vazduhoplovstvo pri Ministarstvu vojske i mornarice, što je zapravo bila dužnost zapovjednika zračnih snaga. Bio zadužen za reorganizaciju i modernizaciju zrakoplovstva.
Upravo njegovom zaslugom, mnogi hrvatski letači iz zračnih snaga Austro-Ugarske Monarhije ušli su u zrakoplovstvo nove države.
Iako je postavio temelje novom zrakoplovstvu, ustrojivši ga iskustvima austrougarskih zračnih snaga, prisilno je umirovljen ožujka 1923. godine kao nepotreban. Ostao je u Jugoslavenskom ratnom zrakoplovstvu sve do njegovog raspuštanja 1941. godine.

### Službovanje u NDH i poslijeratni period
Nakon toga ulazi u Zrakoplovstvo NDH u činu počasnog generala, odmah nakon osnivanja NDH 10. travnja 1941. godine, u okviru Hrvatskog domobranstva. Radio je na izgradnji zračnih snaga, u čemu svojim iskustvom i autoritetom dao važan doprinos. Dana 25. studenog 1941., u 74. godini, otišao je u mirovinu. Uživao je golem ugled u tadašnjoj hrvatskoj državi, ali i izvan njezinih granica. Dana 21. i 22. kolovoza 1942. godine, povodom njegova 75. rođendana i 30. obljetnice pilotskog zvanja, u Zagrebu je priređena svečanost na kojoj su se okupili brojni njemački, madžarski i hrvatski ratni zrakoplovci iz Prvog svjetskog rata.
Preživio je kraj rata i slom NDH, ali je nakon rata zatvaran i preživljavao torture. Potom je živio u Zagrebu i Petrinji. Umro je 7. siječnja 1954. godine u Zagrebu u 87. godini života u tadašnjoj FNRJ, a pokopan je na groblju Mirogoj.

## Vanjske poveznice
- Emil Uzelac Hrvatska tehnička enciklopedija, portal hrvatske tehničke baštine. LZMK